# 牛津大學學部
牛津大學学部指該校負責編制各學科課程及提供實驗室等教學場地的学部（Divisions，又译学术学院）。校方現共有四个学部：
- 人文学部（Division of Humanities）
- 社會科學学部（Division of Social Sciences）
- 醫學部（Division of Medical Sciences）
- 數學、物理與生命科學学部（Division of Mathematical, Physical and Life Sciences）

每个学部再細分成不同的學院（Faculty）、系（Department）或研究院（School）。
4个学部的功能有別於大學的38所書院（又譯“成員學院”；），後者主要為自己的學生提供食宿、安排課外活動和每週的輔導課程。

## 人文学部
该学部包含以下学院和部门：
- 罗瑟米尔美国研究所
- 拉斯金艺术学院
- 古典学院
- 英语语言文学学院
- 历史学院
- 艺术史学院
- 语言学、语言学和语音学学院
- 中世纪和现代语言学院
- 音乐学院
- 东方学院
- 哲学学院
- 神学与宗教学院
- 牛津人文研究中心
- 伏尔泰基金会

## 社会科学学部
该学部包含以下学院和部门：
- 人类学与博物馆民族学学院
- 考古学院
- 赛德商学院
- 经济系
- 教育部门
- 地理与环境学院
- 牛津大学全球与区域研究学院
- 布拉瓦特尼克政府學院
- 国际发展学院
- 牛津互联网研究所
- 法学院
- 牛津马丁学校
- 政治与国际关系系
- 社会政策与干预系
- 社会学系

## 医学部
该学部包含以下学院和部门：
- 生物化学系
- 纳菲尔德临床医学系
- 纳菲尔德临床神经科学系
- 实验心理学系
- 拉德克利夫医学系
- 肿瘤科
- 纳菲尔德骨科、风湿病学和肌肉骨骼科学系
- 儿科
- 威廉邓恩爵士病理学学院
- 药理学系
- 生理学、解剖学和遗传学系
- 纳菲尔德人口健康部
- 纳菲尔德初级保健健康科学系
- 精神科
- 纳菲尔德外科科学系
- 纳菲尔德妇女与生殖健康部

## 數學、物理與生命科學学部
该学部包含以下学院和部门：
- Begbroke科学园
- 生物学系（由植物科学系和动物学系合并而成）
- 化学系
- 计算机科学系
- 博士培训中心
- 地球科学系
- 工程科学系
- 材料系
- 数学研究所
- 物理学系
- 统计学系